# Broșteni (okręg Ardżesz)
Broșteni – wieś w Rumunii, w okręgu Ardżesz, w gminie Aninoasa. W 2011 roku liczyła 407 mieszkańców.